# Rüderswil
Rüderswil is een gemeente en plaats in het Zwitserse kanton Bern, en maakt deel uit van het district Emmental.
Rüderswil telt 2.331 inwoners.